# Chvaletice
Chvaletice (německy Chwaleticz) jsou město v okrese Pardubice v Pardubickém kraji. Žije v něm přibližně 2 900 obyvatel.

## Historie
Nejsevernější výběžek Železných hor nebyl v dávnověku příliš pohostinným místem. Převládaly zde rozsáhlé močály a husté trnité porosty. Přesto existují archeologické doklady o jeho osídlení. Již asi deset tisíc let před naším letopočtem byla v prostoru dnešních Kojic osada lovců, rybářů a sběračů divoce rostoucích plodů. Nálezy kamenných nástrojů v okolí Chvaletic svědčí o osídlení prvními zemědělskými civilizacemi v období pět až tři tisíce let před naším letopočtem. Vesměs však šlo o osídlení krátkodobá. Trvalejší osídlení lze zjistit až ve střední a mladší době bronzové, a to lidem popelnicových polí (1200 až 600 let před naším letopočtem). Popelnice z období lužické kultury byly nalezeny v Trnávce a v Řečanech nad Labem, náhodně při regulaci Labe také u Selmic. Větší oživení nastává při stěhování národů, zvláště příchodem Slovanů v 5. století našeho letopočtu. V desátém století již existuje trvalé osídlení podél Labe.
V 10. století byl kraj osídlen východními Charváty. Je velmi pravděpodobné, že právě zde se stýkala území Čechů, Zličanů a Charvátů. Snad proto tu vzniklo tolik strážních tvrzí a hradišť (Kojice, Týnec nad Labem, Záboří nad Labem, Lžovice).
Kojická tvrz stála u solné stezky, zvané Trstenická. Spojovala Moravu a Čechy. Vycházela z Brna a vedla přes Svitavy, Poličku, Litomyšl a Kostěnice. V Chrudimi se dělila. Jedna větev vedla na Přelouč, k vrchu Strážníku, kolem Chvaletic a dále přes Záboří a Kolín do Prahy. V Kojicích se na ni napojovaly cesty do Vinařic a Čáslavi, Týnce nad Labem a Chlumce nad Cidlinou. Tvrz byla zřejmě postavena k ochraně této křižovatky.

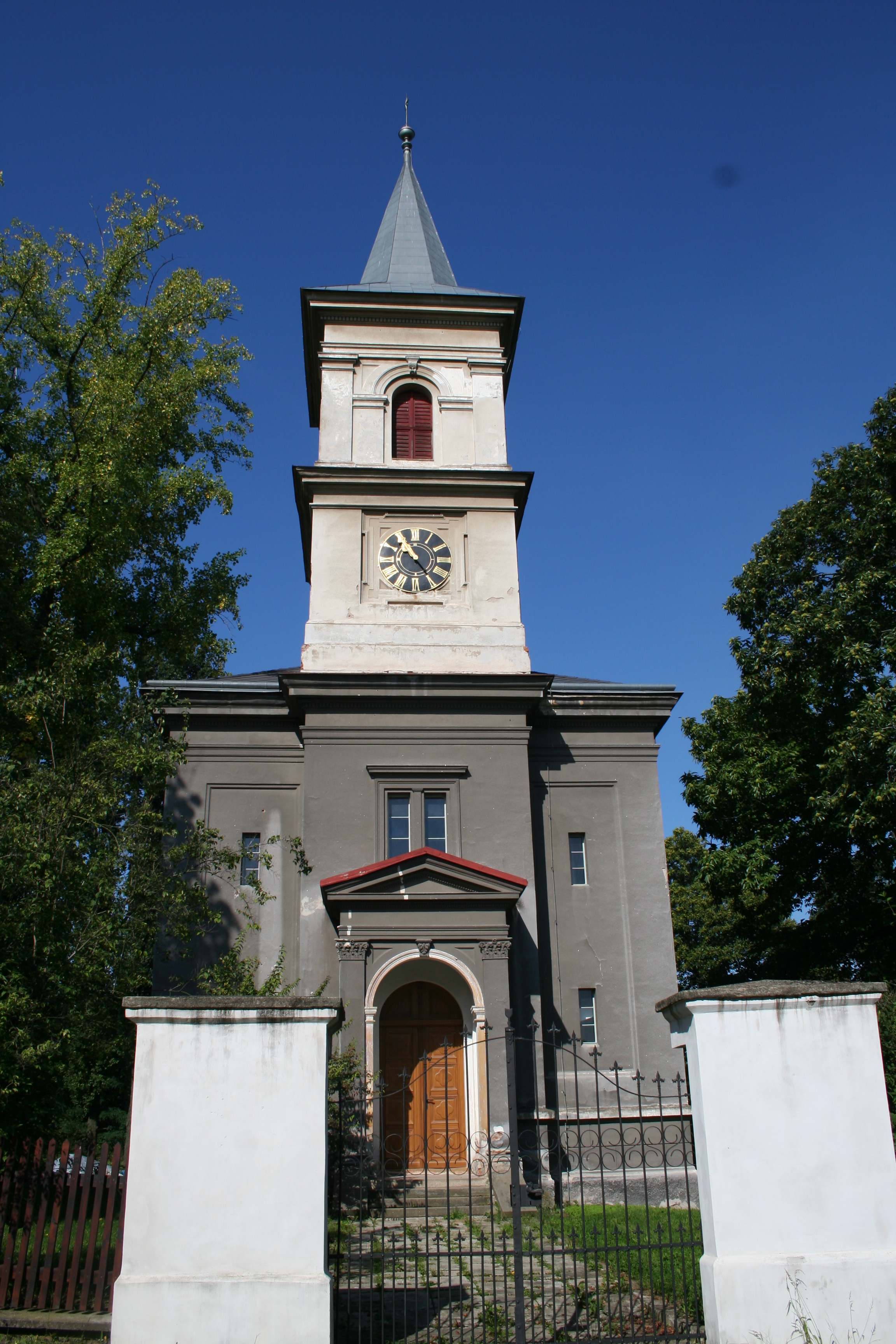
Evangelický kostel

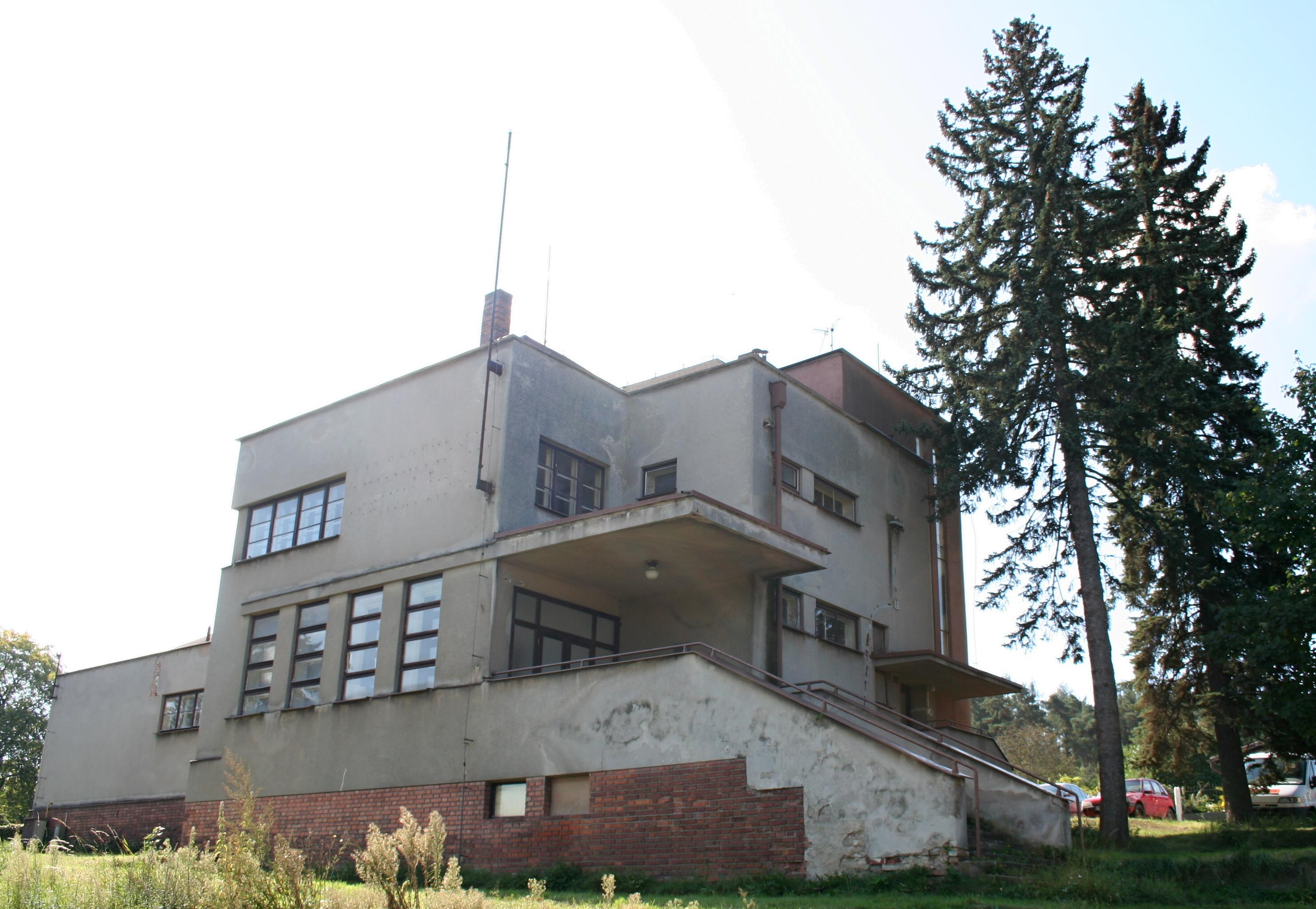
Budova základní školy (1930)

Vesnice a tvrz jsou písemně doloženy poprvé roku 1393 slovy dědic z Chvaletic, řečený z Býchor (latinsky heres de Chwaleticz, dictus de Bichor) a roku 1408 držel zdejší tvrz Misliborus de Chwaleticz. Zajímavá zmínka o kraji v kronice Václava Hájka z Libočan uvádí, že v roce 677 jakýsi Botak z Krokova rodu na svých cestách objevil hory s železnou rudou. Z Krokova pověření se sem „s více čeledí vypravili, aby rudu kopali a lámali a železo z ní dělali“. Botak byl jejich správcem a sídlil ve dvoře, jemuž dal jméno Zdechovice. O historické věrohodnosti těchto údajů lze sice úspěšně pochybovat, ale podstatné vědomosti o těžbě a využití zdejší rudy věřit lze, neboť existují další podobné zprávy a pověsti.
Původně se v prostoru dnešních Chvaletic nacházely dvě vsi, a to Chvaletice a Telčice. V padesátých letech dvacátého století byl východně od města otevřen velký povrchový lom na pyrit, kterému padla za oběť severní část původních Chvaletic. Postiženému obyvatelstvu byly vystavěny nové domy v okolních obcích, zejména v Telčicích. Torzo původních Chvaletic bylo sloučeno s Telčicemi a na nové sídlo přenesen název Chvaletice. Zbylá zástavba původních Chvaletic byla přejmenována na Hornickou Čtvrť a Telčice jako jméno obce zaniklo (zůstalo pouze jako označení katastrálního území). Po delší době byla ulice procházející původními starými Telčicemi pojmenována V Telčicích, aby staré jméno obce nezmizelo zcela.
Obci Chvaletice byl od 1. ledna 1981 přiznán statut a správu města od té doby zajišťoval městský národní výbor.
Ve Chvaleticích se nachází mateřská škola, devítiletá základní škola a střední odborné učiliště zemědělské. Dále městský úřad, kulturní dům, dům s pečovatelskou službou, sportovní hala i několik venkovních sportovišť.

## Přírodní poměry

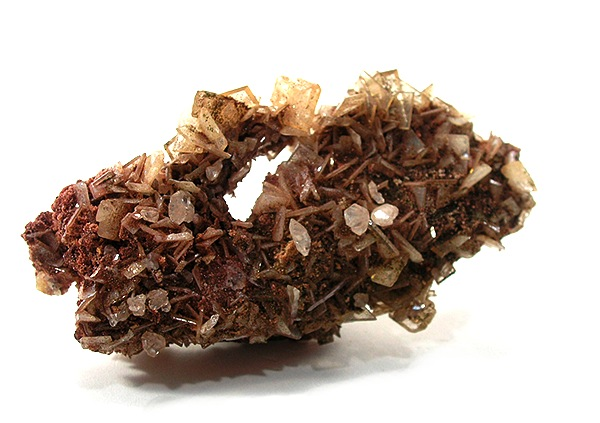
Wolfenit-Neotocit-Cerussit

Chvaletice leží na levém břehu Labe v nadmořské výšce 210–310 metrů nad mořem, na úpatí Chvaletické pahorkatiny, která je součástí Železných hor, dnes součást Národního geoparku. Je to geologicky významná oblast s bohatstvím nerostných surovin. Ložiska pyritu byla známa od středověku a od přelomu 19. a 20. století systematicky těžena k výrobě železa. Vyskytuje se zda asi 80 druhů nerostů, například vivianit nebo ametyst – rodochrozit. Byla zde také objeven vzácný minerál wolfenit s neotocitem a cerussitem.
V okolí Chvaletic leží ložisko manganové rudy; s odhadem 27 milionů tun je největším zdrojem manganu v Evropské unii.

## Obecní správa

### Místní části
- Hornická Čtvrť
- Chvaletice

### Znak
Znak města byl schválen na druhém zasedání MěNV dne 27. srpna 1981. Ve znaku města je polcený štít, rozdělený na modré a červené pole. Ve středu se nachází znamení kruhového obrysu, složené z poloviny stříbrného ozubeného kola a ze stříbrné poloviny turbíny. Uprostřed tohoto znamení jsou zkřížená hornická kladiva černé barvy, mlátek otočený doprava a želízko doleva.

## Hospodářství

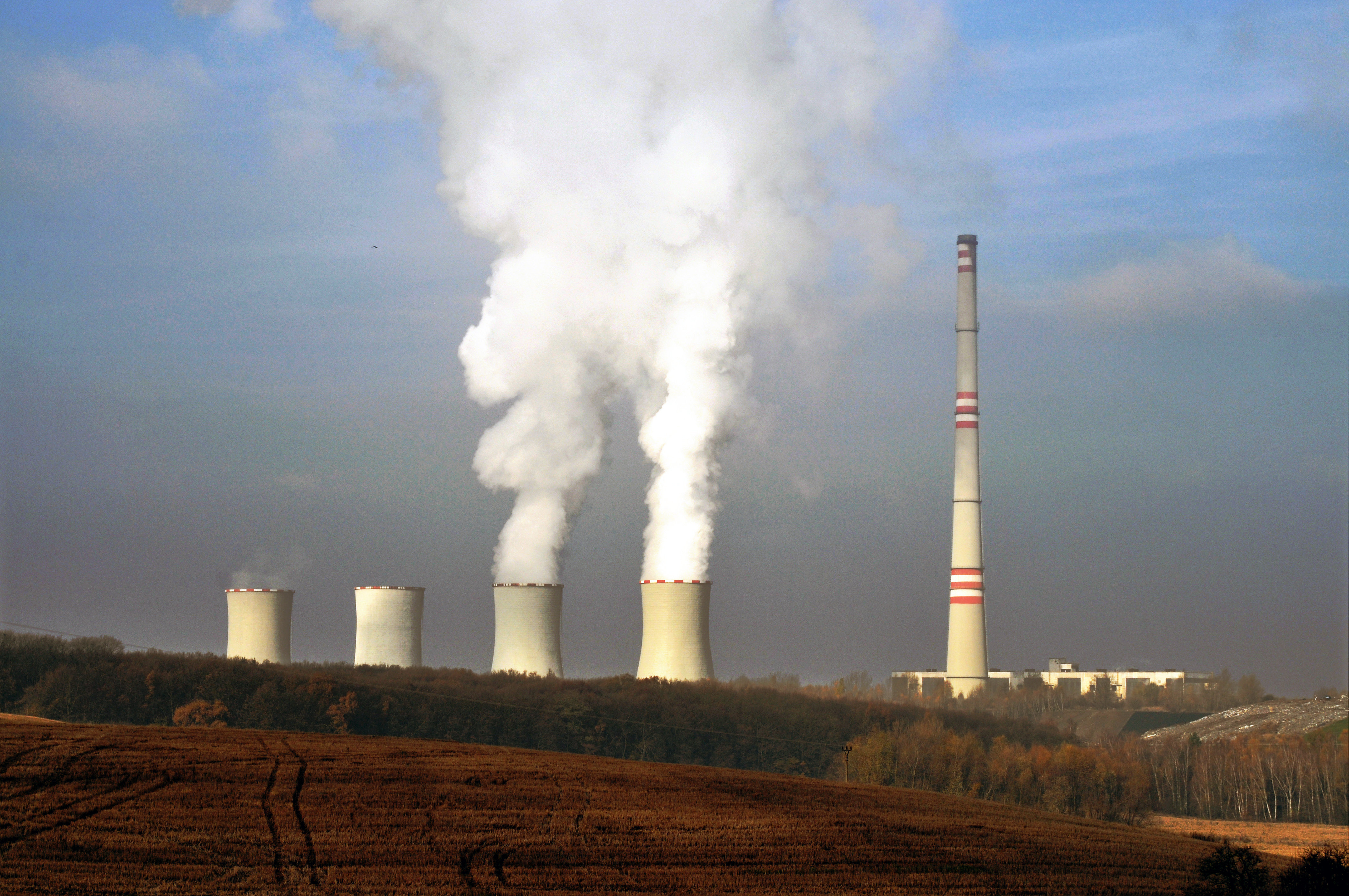
Elektrárna Chvaletice

Ve Chvaleticích začíná úsek Labe splavný pro velké lodě, v minulosti byl využíván pro dopravu uhlí. K jeho vykládce sloužil přístav Chvaletice. Východně od Chvaletic se nachází uhelná elektrárna Chvaletice, v jejímž středu stojí nejvyšší komín České republiky – 305 metrů vysoký. Elektrárna byla postavena v letech 1973-1979 podle projektu Energovodu Praha. Stojí v místech, kde do roku 1975 probíhala povrchová těžba pyritu. Po modernizaci v roce 2016 má výkon 820 MW.

## Doprava

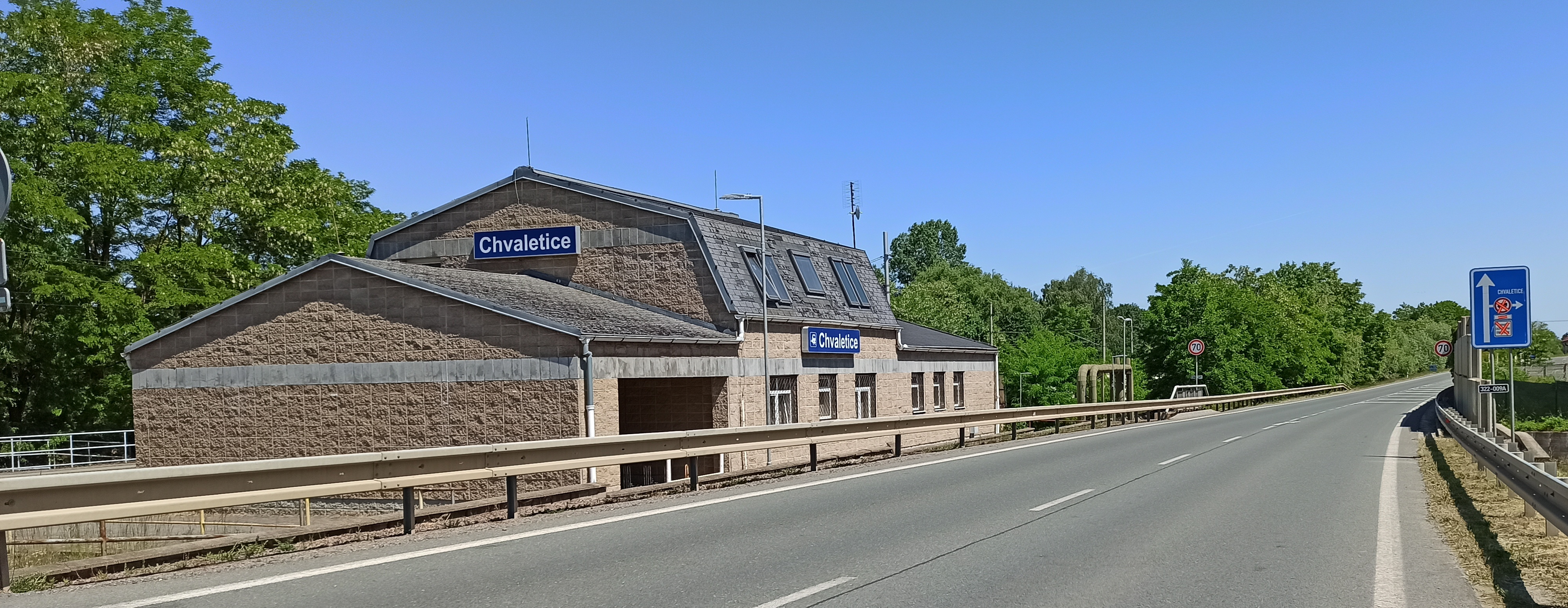
Nádraží Chvaletice

Městem vede železniční trať Praha – Česká Třebová se zastávkou Chvaletice. Souběžně s tratí vede silnice II/322. Říční doprava má ve Chvaleticích vlastní přístav.

## Pamětihodnosti
- Evangelický kostel (1882), architekt Matěj Blecha
- Budova bývalé školy v Hornické čtvrti, funkcionalistický projekt arch. Karel Řepa (1930)
- Terénní pozůstatky po středověké tvrzi ze 14. století zanikly v roce 2008 při výstavbě silničního obchvatu.

## Osobnosti
- Jaroslav Vondrák (1881–1937), architekt a stavitel, projektant centra Ořechovka